# Desire of Damnation

Desire Of Damnation est un album de Theatres des Vampires sortie le 3 avril 2007. Il contient en majorité des titres du septième album (Pleasure and Pain) ainsi que des titres bonus tels que des inédits et des remixes.  	

## Titres

### CD 1
1. Intro (Mozart Requiem)	01:35
2. Never Again	04:06
3. Pleasure And Pain	04:28
4. My Lullaby	04:08
5. Angel Of Lust	05:54
6. Lilith Mater Inferorum	03:57
7. Dances With Satan	06:13
8. La Danse Macabre Du Vampire	04:01
9. Forever In Death	04:39
10. Queen Of The Damned	05:09

### CD 2
1. Bring Me Back	03:32
2. Forget Me	04:02
3. All My Tears	03:44
4. Riflessi	03:39
5. La Danse Du Vampires 2007 (Revamped)	03:59
6. Solitude (Disco Inferno Remix by First Black Pope)	04:22
7. La Danse Du Vampires (Lxt Horror Mix)	04:00
8. Rosa Mistero (Lxt Poisoned Remix)	04:22
9. Bring Me Back (In Techno Trance Remix by Bionikle)	04:39